# Robert Andrich
Robert Andrich (* 22. September 1994 in Potsdam) ist ein deutscher Fußballspieler. Er steht beim Bundesligisten Bayer 04 Leverkusen unter Vertrag und ist dort seit 2025 Mannschaftskapitän.
Seit 2023 ist er deutscher Nationalspieler und nahm unter anderem an der EM 2024 in Deutschland teil.

## Karriere

### Vereine
Andrich spielte bis 2003 für den FV Turbine Potsdam, dann wechselte er zu Hertha BSC. Dort durchlief er alle Jugendabteilungen und spielte für die Berliner U17 in der B-Junioren-Bundesliga und später für die U19-Auswahl in der A-Junioren-Bundesliga. Ab der Saison 2012/13 kam er in der zweiten Mannschaft der Hertha in der Regionalliga Nordost zum Einsatz. Außerdem saß er in der Saison 2012/13 zwei Mal bei Zweitligaspielen der Hertha auf der Bank, wurde jedoch nicht eingesetzt. Im März 2013 erhielt er einen bis Juni 2015 geltenden Profivertrag, es kam jedoch zu keinen Pflichtspieleinsätzen für die Profis.
Im Februar 2015 wechselte Andrich in die 3. Liga zu Dynamo Dresden und unterschrieb dort einen bis Juni 2017 laufenden Vertrag. Sein erstes Pflichtspiel im Profifußball absolvierte er am 7. Februar 2016 bei einer 0:1-Niederlage gegen Rot-Weiß Erfurt. Am 19. März 2016, dem 31. Spieltag der Saison 2015/16, erzielte er beim 2:2-Unentschieden gegen Hansa Rostock seinen ersten Treffer für Dresden. Nachdem er in der Saison 2015/16 nur in acht Drittligaspielen eingesetzt wurde, wechselte er im Juni 2016 zum Ligakonkurrenten SV Wehen Wiesbaden. Im Januar 2018 wurde bekanntgegeben, dass Andrich nach Ablauf seines Vertrags zur Saison 2018/19 in die 2. Bundesliga zum 1. FC Heidenheim wechseln wird. Dort erzielte er beim 2:1-Auswärtssieg gegen Arminia Bielefeld am 22. Dezember 2018 seinen ersten Treffer in der 2. Bundesliga.
Zur Saison 2019/20 wechselte er zum Bundesliga-Aufsteiger 1. FC Union Berlin, bei dem er einen bis zum 30. Juni 2022 laufenden Vertrag unterschrieb. Sein Debüt in der höchsten deutschen Spielklasse gab er am 18. August 2019 (1. Spieltag) bei der 0:4-Niederlage im Heimspiel gegen RB Leipzig. Sein erstes Bundesligator erzielte er am 7. Juni 2020 bei einem 1:1-Unentschieden gegen Schalke 04. Insgesamt kam er für Union in 59 Ligaspielen zum Einsatz und erzielte dabei sechs Tore.
Andrich wechselte vor dem 2. Spieltag der Saison 2021/22 zum Unioner Ligakonkurrenten Bayer 04 Leverkusen. Dort erhielt er einen Vertrag mit einer Laufzeit über fünf Jahre bis Mitte 2026. Mitte Mai 2023 zog sich Andrich einen Bruch des linken Mittelfußes zu, die Saison 2022/23 war für ihn damit vorzeitig beendet. In der Saison 2023/24 gewann Andrich mit Leverkusen das Double aus Meisterschaft und DFB-Pokal, zudem erreichte er mit seinem Team das Finale der Europa League. Am 16. August 2024 verlängerte Bayer 04 Leverkusen den Vertrag mit Andrich vorzeitig bis 2028.
Vor der Saison 2025/26 wurde er nach dem Abgang von Lukáš Hrádecký zum Mannschaftskapitän ernannt. 

### Nationalmannschaft
Von 2011 bis 2013 bestritt Andrich insgesamt 19 Länderspiele für die Jugendmannschaften des DFB.
Am 21. November 2023 gab er bei der 0:2-Niederlage im Testspiel im Wiener Ernst-Happel-Stadion gegen Österreich sein Debüt für die deutsche A-Nationalmannschaft.
Im Mai 2024 wurde er von Bundestrainer Julian Nagelsmann in den Kader für die Europameisterschaft im eigenen Land berufen. Bei dem Turnier kam er in allen fünf Spielen der deutschen Mannschaft bis zum Ausscheiden im Viertelfinale gegen Spanien zum Einsatz.

## Sonstiges
Sein Onkel Frieder war früher in der DDR-Oberliga für Stahl Riesa und Vorwärts Frankfurt aktiv.
Andrich ist verheiratet und hat mit seiner Frau zwei Kinder.

## Erfolge
- Deutscher Meister: 2024
- Deutscher Pokalsieger: 2024
- Deutscher Supercupsieger: 2024
- Deutscher Zweitligameister und Aufstieg in die 1. Bundesliga: 2013 (ohne Einsatz im Kader)
- Deutscher Drittligameister und Aufstieg in die 2. Bundesliga: 2016
- Hessenpokalsieger: 2017